# تشاك كانفيلد
تشاك كانفيلد هو سياسي أمريكي، ولد في 24 مارس 1932، وتوفي في 24 يناير 2017.